# Bulbophyllum arsoanum
Bulbophyllum arsoanum är en orkidéart som beskrevs av Johannes Jacobus Smith. Bulbophyllum arsoanum ingår i släktet Bulbophyllum och familjen orkidéer. Inga underarter finns listade i Catalogue of Life.